# Sonderaktion 1005

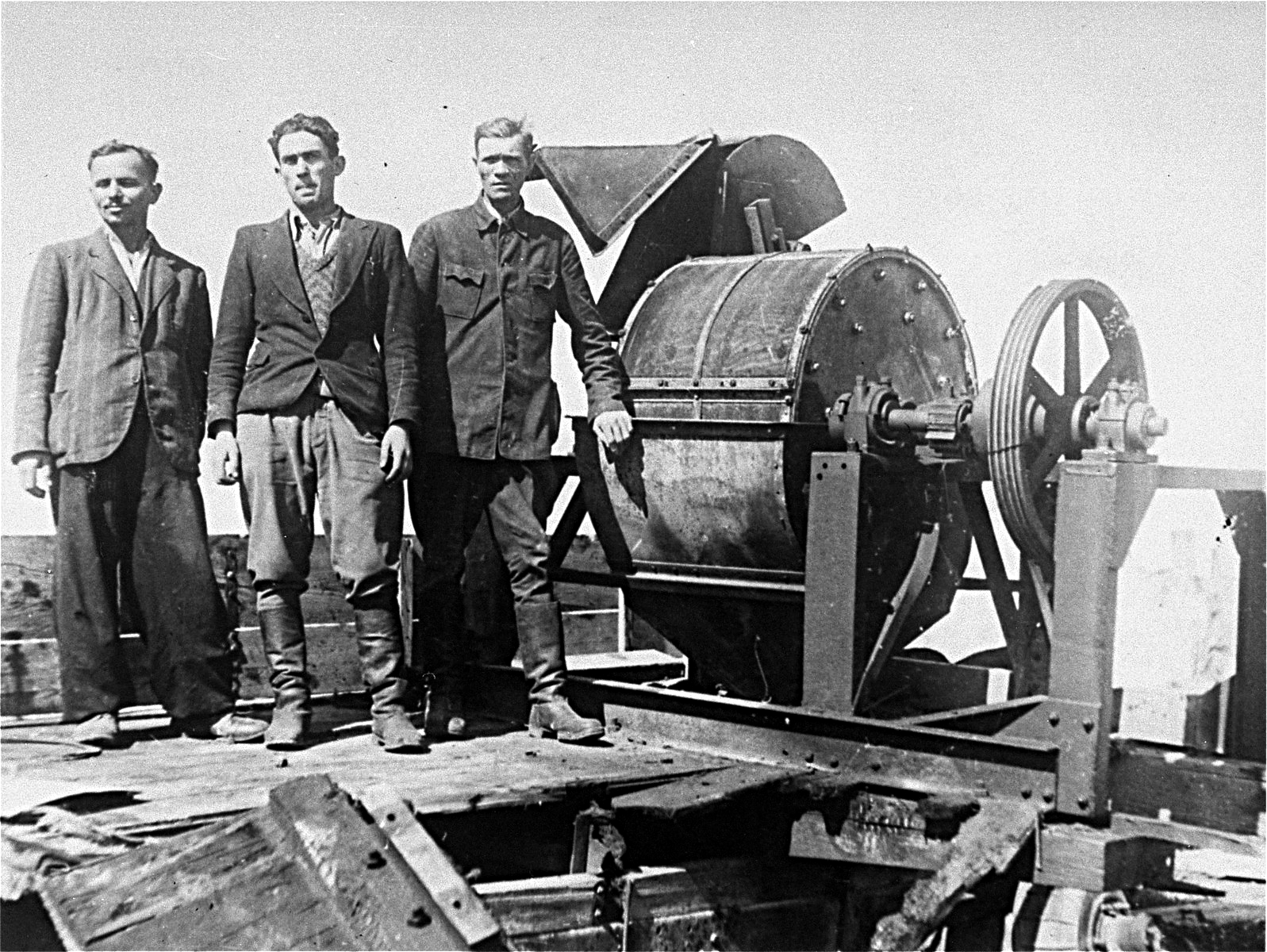
Miembros del Sonderkommando 1005.

La Sonderaktion 1005 (en español: ‘acción especial 1005’), también llamada Aktion 1005 o Enterdungsaktion (en español: ‘acción de exhumación’) comenzó en mayo de 1942 durante la Segunda Guerra Mundial para ocultar cualquier evidencia de que Alemania había asesinado a personas durante Operación Reinhard en la Polonia ocupada por Alemania y para destruir la evidencia del genocidio cometido por los Einsatzgruppen, los escuadrones de la muerte nazis que asesinaron a millones, incluidos más de 1 millón de judíos, romaníes (gitanos) y civiles eslavos locales. 
La acción fue supervisada por escuadrones seleccionados de la SD y la Orpo. La operación, que se llevó a cabo en estricto secreto entre 1942 y 1944, utilizó prisioneros para exhumar fosas comunes y quemar los cuerpos. Estos grupos de trabajo se llamaron oficialmente Leichenkommandos ("unidades de cadáver") y todos formaban parte del Sonderkommando 1005; los reclusos a menudo fueron encadenados para evitar fugas.

## Operaciones
En marzo de 1942, el SS-Obergruppenführer Reinhard Heydrich colocó al SS-Standartenführer Paul Blobel a cargo del Aktion 1005, aunque su inicio se retrasó después de que Heydrich fuese asesinado en junio de 1942. Fue a finales de junio que el SS-Gruppenführer Heinrich Müller, jefe de la Gestapo, finalmente le dio a Blobel sus órdenes. Si bien el objetivo principal era borrar la evidencia de exterminios judíos, la Aktion también incluiría a víctimas no judías de los Einsatzgruppen nazis.
Blobel comenzó su trabajo experimentando en el campo de exterminio de Chełmno (Kulmhof). Los intentos de usar bombas incendiarias para destruir cuerpos exhumados no tuvieron éxito ya que las armas prendieron fuego a los bosques cercanos. Finalmente, se descubrió que la forma más efectiva eran las piras gigantes en las parrillas de hierro. El método implicaba construir capas alternas de cadáveres y leña en las vías del ferrocarril. Después de quemar la pira, los fragmentos óseos restantes podrían ser aplastados golpeando con clavijas pesadas o en una máquina de molienda y luego enterrados nuevamente en fosas. La operación comenzó oficialmente en campo de exterminio de Sobibór. El "Leichenkommando" exhumó los cuerpos de fosas comunes alrededor del campo y luego los quemó, después de lo cual los trabajadores fueron ejecutados. El proceso luego se trasladó a Bełżec en noviembre de 1942. Los campos de Auschwitz y Majdanek tenían crematorios con hornos para disponer de los cuerpos, por lo que los comandos de la Aktion 1005 no fueron necesarios allí. Los cadáveres sobrantes eran quemados por los propios prisioneros (en la foto).

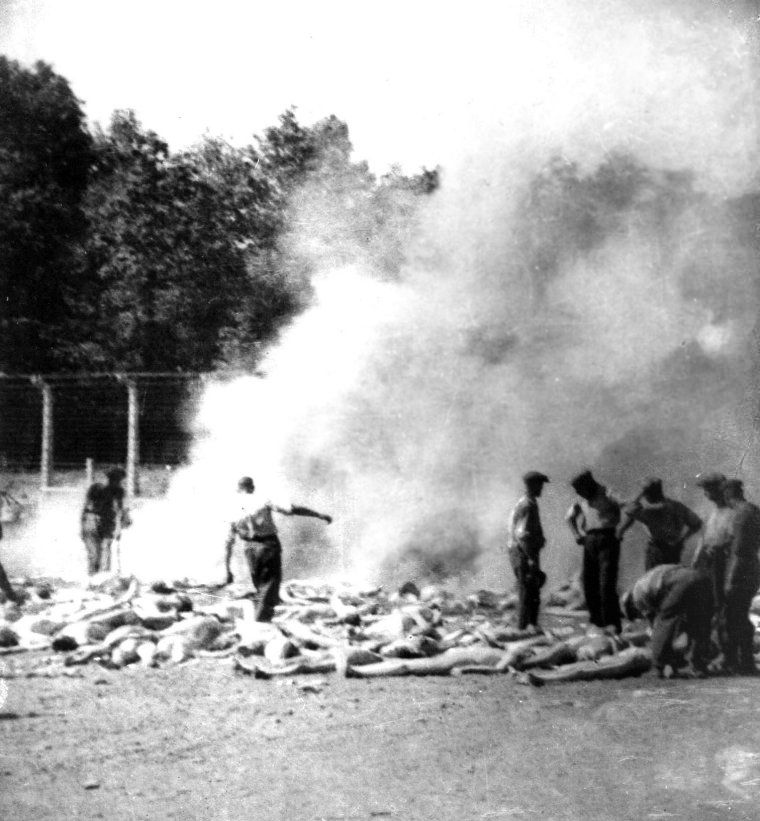
Quema de cuerpos en Auschwitz-Birkenau por prisioneros del Sonderkommando en 1944 (foto tomada en secreto por Alberto Errera).

La incineración semi industrial de cuerpos en el campo de exterminio de Treblinka empezó tan pronto como se dieron cuenta del peligro político asociado con los entierros anteriores. En 1943, las 22000 víctimas polacas de la masacre del bosque de Katyn fueron descubiertas cerca de Smolensk en Rusia y se informó de ello a Adolf Hitler. Sus restos estuvieron bien conservados bajo tierra, lo que demostraba el asesinato en masa soviético. En abril de 1943, la propaganda nazi comenzó a llamar la atención de la comunidad internacional sobre este crimen de guerra. Se formó la Comisión Katyn para realizar exámenes detallados en un esfuerzo por crear una brecha entre los Aliados. Mientras tanto, las órdenes secretas de exhumar fosas comunes y quemar a los cientos de miles de víctimas venían directamente del liderazgo nazi en abril. Los cadáveres que habían sido enterrados en Treblinka con el uso de una excavadora de orugas fueron desenterrados e incinerados por orden del mismo Heinrich Himmler, quien visitó el campamento en marzo de 1943. Las instrucciones para utilizar rieles como las rejas vinieron del Scharführer Herbert Floss, el experto en cremación del campo. Los cuerpos fueron colocados en piras de cremación de hasta 30 m de largo, con rieles yaciendo a través de las piras sobre bloques de hormigón. Fueron rociados con gasolina sobre madera, y quemados en un incendio masivo al que asistieron aproximadamente 300 prisioneros que operaban las piras. En Bełżec, la operación duró hasta marzo de 1943. En Treblinka, continuó a toda velocidad hasta finales de julio.

La operación también regresó a las escenas de las primeras masacres de Babi Yar, Ponary y el Noveno Fuerte, así como de Bronna Góra. Para 1944, con el avance de los ejércitos soviéticos, el SS-Obergruppenführer Wilhelm Koppe, jefe del "Reichsgau Wartheland", ordenó que cada uno de los cinco distritos del territorio de Gobierno General crease su propio comando Aktion 1005 para comenzar a "limpiar" fosas comunes. Las operaciones no fueron del todo exitosas ya que las tropas soviéticas que avanzaban llegaron a algunos de los sitios antes de que pudieran ser despejados.

## Posteridad

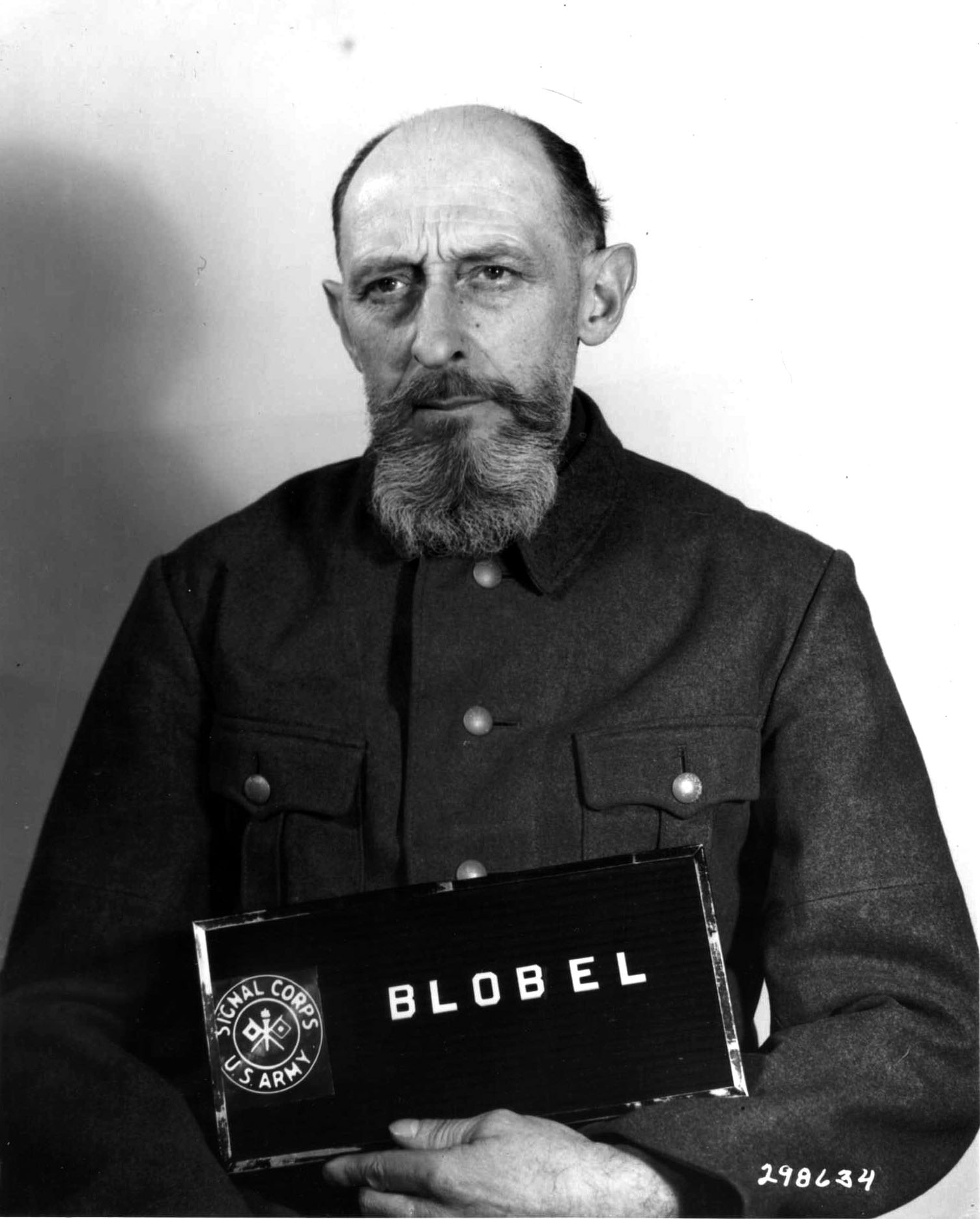
El SS-Standartenführer Paul Blobel.

En los juicios de Núremberg después de la Segunda Guerra Mundial, un delegado de Adolf Eichmann, el SS-Hauptsturmführer Dieter Wisliceny dio el siguiente testimonio sobre la Aktion 1005:

En noviembre de 1942, en la oficina de Eichmann en Berlín, conocí al Standartenfuehrer Plobel [sic], quien era el líder del Kommando 1005, que fue especialmente asignado para eliminar todos los rastros de la solución final del problema judío por los grupos Einsatz y todas las demás ejecuciones. El Kommando 1005 funcionó al menos desde el otoño de 1942 hasta septiembre de 1944 y estuvo todo este período subordinado a Eichmann. La misión se constituyó después de que se hizo evidente por primera vez que Alemania no podría mantener todo el territorio ocupado en el Este y se consideró necesario eliminar todos los rastros de las ejecuciones criminales que se habían cometido. Mientras estuvo en Berlín en noviembre de 1942, Plobel [sic] dio una conferencia ante el personal de especialistas de Eichmann sobre la cuestión judía de los territorios ocupados. Habló de los incineradores especiales que había construido personalmente para su uso en el trabajo del Kommando 1005. Era su tarea particular abrir las tumbas y retirar e incinerar los cuerpos de las personas que habían sido ejecutadas previamente. El Kommando 1005 operaba en Rusia, Polonia y a través del área del Báltico. Nuevamente vi a Plobel [sic] en Hungría en 1944 y le dijo a Eichmann en mi presencia que la misión de Kommando 1005 había sido completada.
— SS-Hauptsturmführer Dieter Wisliceny 

Blobel fue condenado a muerte por el Tribunal Militar de Núremberg en el juicio de Einsatzgruppen. Fue ahorcado en la prisión de Landsberg el 8 de junio de 1951. Casi 60,000 muertes son atribuibles a Blobel, aunque durante su testimonio en Núremberg alegó que solo mató a entre 10,000 y 15,000 personas.
La acusación en el juicio de Adolf Eichmann en 1961 intentó probar que Eichmann era el superior de Blobel, pero el tribunal no lo aceptó. 
El superior de Blobel era el SS-Gruppenführer Heinrich Müller.

## En la cultura popular
- La Aktion 1005 se representa en la miniserie de televisión de 1988 «War and Remembrance».
- Desempeña un papel central en la novela de 2005 de Daniel Silva «A Death in Vienna».
- El libro «Tango of Death» muestra cómo el campo de concentración de Janowska (Polonia) fue liquidado en noviembre de 1943, y cómo la evidencia de asesinatos en masa fue destruida en gran parte en el programa nazi de la Sonderaktion 1005.
- La Lista de Schindler también muestra la Aktion 1005, cuando los prisioneros judíos fueron obligados a exhumar cadáveres para quemarlos en piras al aire libre en el campo de concentración de Cracovia-Płaszów.
- Leon Weliczker Wells escribió el libro «Death Brigade», donde describe su trabajo como parte de la Sonderaktion 1005 de quemar más de 310,000 cuerpos cerca del campo de concentración de Janowska.